# Władysław Hornicz
Władysław Hornicz (ur. w 1830 roku w Pińsku) – lekarz, powstaniec styczniowy.
Wziął udział w walkach w partii kobryńskiej Romualda Traugutta. Ranny w bitwie pod Horkami, został pochwycony przez chłopów i wydany w ręce Rosjan. Więziony był w Pińsku, Grodnie i Petersburgu. Zesłany został do Tobolska.